# Алексієво (Слободський район)
Алексі́єво (рос. Алексеево) — присілок у складі Слободського району Кіровської області, Росія. Входить до складу Світозаревського сільського поселення.
Населення становить 1 особа (2010, 1 у 2002).
Національний склад станом на 2002 рік — удмурти 100 %.